# Filippine ai Giochi della XXX Olimpiade
Le Filippine hanno partecipato ai Giochi della XXX Olimpiade di Londra che si sono svolti dal 27 luglio al 12 agosto 2012. È stata la 20ª partecipazione consecutiva degli atleti filippini ai giochi olimpici estivi ad esclusione dell'edizione di Mosca 1980.
Gli atleti della delegazione filippina sono stati 11 (7 uomini e 4 donne), in otto discipline. Alla cerimonia di apertura la portabandiera è stata la sollevatrice Hidilyn Diaz, mentre la portabandiera della cerimonia di chiusura è stata la nuotatrice Jasmine Al-Khaldi.
Nel corso della manifestazione le Filippine non hanno ottenuto alcuna medaglia.

## Partecipanti
| Sport             | Uomini | Donne | Totale |
| ----------------- | ------ | ----- | ------ |
| Atletica Leggera  | 1      | 1     | 2      |
| Ciclismo          | 1      | 0     | 1      |
| Judo              | 1      | 0     | 1      |
| Nuoto             | 1      | 1     | 2      |
| Pugilato          | 1      | 0     | 1      |
| Sollevamento pesi | 0      | 1     | 1      |
| Tiro              | 1      | 0     | 1      |
| Tiro con l'arco   | 1      | 1     | 2      |
| Totale            | 7      | 4     | 11     |

## Atletica leggera
| Q | Qualificato al turno successivo per la posizione in qualificazione                                                           |
| q | Qualificato per il turno successivo per ripescaggio o, negli eventi su campo, conquistando la misura minima per qualificarsi |

### Maschile
Eventi di corsa su pista e strada
| Atleta       | Evento | Batteria  | Batteria  | Finale          | Finale          |
| Atleta       | Evento | Risultato | Posizione | Risultato       | Posizione       |
| ------------ | ------ | --------- | --------- | --------------- | --------------- |
| Rene Herrera | 5000 m | 14'44"11  | 21°       | non qualificato | non qualificato |

### Femminile
Eventi su campo
| Atleta            | Evento         | Qualifica | Qualifica | Finale          | Finale          |
| Atleta            | Evento         | Distanza  | Posizione | Distanza        | Posizione       |
| ----------------- | -------------- | --------- | --------- | --------------- | --------------- |
| Marestella Torres | Salto in lungo | 6,22 m    | 22ª       | non qualificata | non qualificata |

## Ciclismo

### BMX
Maschile
| Atleta        | Evento      | Seeding   | Seeding   | Semifinale | Semifinale | Finale          | Finale          |
| Atleta        | Evento      | Risultato | Posizione | Punti      | Posizione  | Risultato       | Posizione       |
| ------------- | ----------- | --------- | --------- | ---------- | ---------- | --------------- | --------------- |
| Daniel Caluag | Individuale | 40"900    | 31º       | 29 p.ti    | 8º         | non qualificato | non qualificato |

## Judo
Maschile
| Atleta           | Evento  | 16-esimi                      | Ottavi               | Quarti               | Semifinali           | Ripescaggio          | Med. bronzo          | Finale               | Posizione       |
| Atleta           | Evento  | Avversario Risultato          | Avversario Risultato | Avversario Risultato | Avversario Risultato | Avversario Risultato | Avversario Risultato | Avversario Risultato | Posizione       |
| ---------------- | ------- | ----------------------------- | -------------------- | -------------------- | -------------------- | -------------------- | -------------------- | -------------------- | --------------- |
| Tomohiko Hoshina | +100 kg | Kim S.-M. (KOR) P (0000-0100) | non qualificato      | non qualificato      | non qualificato      | non qualificato      | non qualificato      | non qualificato      | non qualificato |

## Nuoto e sport acquatici

### Nuoto
Maschile
| Atleta        | Evento             | Batterie | Batterie   | Semifinali      | Semifinali      | Finale          | Finale          |
| Atleta        | Evento             | Tempo    | Classifica | Tempo           | Classifica      | Tempo           | Classifica      |
| ------------- | ------------------ | -------- | ---------- | --------------- | --------------- | --------------- | --------------- |
| Jessie Lacuna | 200 m stile libero | 1'52"91  | 36º        | non qualificato | non qualificato | non qualificato | non qualificato |

Femminile
| Atleta           | Evento             | Batterie | Batterie   | Semifinali      | Semifinali      | Finale          | Finale          |
| Atleta           | Evento             | Tempo    | Classifica | Tempo           | Classifica      | Tempo           | Classifica      |
| ---------------- | ------------------ | -------- | ---------- | --------------- | --------------- | --------------- | --------------- |
| Jasmine Alkhaldi | 100 m stile libero | 57"13    | 34ª        | non qualificata | non qualificata | non qualificata | non qualificata |

## Pugilato
Maschile
| Atleta               | Evento                      | Sedicesimi             | Ottavi di finale          | Quarti di finale     | Semifinali           | Finale               | Pos. |
| Atleta               | Evento                      | Avversario Risultato   | Avversario Risultato      | Avversario Risultato | Avversario Risultato | Avversario Risultato | Pos. |
| -------------------- | --------------------------- | ---------------------- | ------------------------- | -------------------- | -------------------- | -------------------- | ---- |
| Mark Anthony Barriga | Pesi mosca leggeri (-49 kg) | M. Cappai (ITA) V 17–7 | B. Zhakypov (KAZ) P 16–17 | non qualificato      | non qualificato      | non qualificato      | 9°   |

## Sollevamento pesi
Femminile
| Atleta       | Evento | Strappo   | Strappo    | Slancio   | Slancio    | Totale | Classifica |
| Atleta       | Evento | Risultato | Classifica | Risultato | Classifica | Totale | Classifica |
| ------------ | ------ | --------- | ---------- | --------- | ---------- | ------ | ---------- |
| Hidilyn Diaz | -58 kg | 97 kg     | 13ª        | 118 kg    | DNF        | 97     | DNF        |

## Tiro a segno/volo
Maschile
| Atleta        | Evento | Qualificazione | Qualificazione | Finale          | Finale          |
| Atleta        | Evento | Punteggio      | Classifica     | Punteggio       | Classifica      |
| ------------- | ------ | -------------- | -------------- | --------------- | --------------- |
| Brian Rosario | Skeet  | 109            | 31º            | non qualificato | non qualificato |

## Tiro con l'arco
Maschile
| Atleta      | Evento      | Round di qualificazione | Round di qualificazione | 32-esimi                    | 16-esimi                  | Ottavi                    | Quarti                    | Semifinali                | Finale                    | Pos.            |
| Atleta      | Evento      | Punteggio               | Seed                    | Avversario Seed Punteggio   | Avversario Seed Punteggio | Avversario Seed Punteggio | Avversario Seed Punteggio | Avversario Seed Punteggio | Avversario Seed Punteggio | Pos.            |
| ----------- | ----------- | ----------------------- | ----------------------- | --------------------------- | ------------------------- | ------------------------- | ------------------------- | ------------------------- | ------------------------- | --------------- |
| Mark Javier | Individuale | 649                     | 55ª                     | B. Ellison (USA) (10) P 1-7 | non qualificato           | non qualificato           | non qualificato           | non qualificato           | non qualificato           | non qualificato |

Femminile
| Atleta               | Evento      | Round di qualificazione | Round di qualificazione | 32-esimi                      | 16-esimi                  | Ottavi                    | Quarti                    | Semifinali                | Finale                    | Pos.            |
| Atleta               | Evento      | Punteggio               | Seed                    | Avversario Seed Punteggio     | Avversario Seed Punteggio | Avversario Seed Punteggio | Avversario Seed Punteggio | Avversario Seed Punteggio | Avversario Seed Punteggio | Pos.            |
| -------------------- | ----------- | ----------------------- | ----------------------- | ----------------------------- | ------------------------- | ------------------------- | ------------------------- | ------------------------- | ------------------------- | --------------- |
| Rachelle Anne Cabral | Individuale | 627                     | 48ª                     | I. Stepanova (RUS) (17) P 1-7 | non qualificata           | non qualificata           | non qualificata           | non qualificata           | non qualificata           | non qualificata |